# As Safe as Yesterday Is
| 전문가 평가                                       | 전문가 평가 |
| 평가 점수                                         | 평가 점수   |
| 출처                                              | 점수        |
| ------------------------------------------------- | ----------- |
| AllMusic                                          | [ 3 ]       |
| Disc and Music Echo                               | [ 4 ]       |
| Encyclopedia of Popular Music                     | [ 5 ]       |
| The Rolling Stone Record Guide (1st ed, 1979)     | 3/별        |
| The New Rolling Stone Record Guide (2nd ed, 1983) | 4/별        |
| The Rolling Stone Album Guide (3rd ed, 1992)      | 3/별        |

《As Safe as Yesterday Is》는 영국의 록 밴드 험블 파이의 데뷔 스튜디오 음반으로, 1969년 8월에 발매되었다. 험블 파이는 보컬 겸 기타리스트인 스티브 메리어트와 피터 프램프턴에 의해 결성되었다. 이 음반은 헤비 블루스, 강렬한 록, 목가적인 포크, 그리고 포스트 모드 팝 음악이 어우러진 스타일을 특징으로 한다. 영국 음반 차트에서는 최고 32위를 기록했다.

## 배경
스몰 페이시스의 전 보컬리스트 스티브 메리어트와 더 허드의 전 보컬리스트 피터 프램프턴이 참여한 험블 파이는 기술적으로는 1969년 1월에 결성되었지만, 메리어트가 이전 밴드와의 마지막 투어 일정을 마쳐야 했고, 프램프턴의 이전 매니지먼트와의 법적 문제까지 겹치면서 음반 발매는 8월까지 지연되었다. 그동안 밴드는 리허설과 녹음을 통해 최소 세 장 분량의 음반을 만들 수 있을 정도의 곡을 준비했다.
메리어트는 이 음반에 여섯 곡을 작곡으로 참여했으며, 이 중 한 곡은 프램프턴과 공동으로 작업했다. 프램프턴은 또한 두 곡을 단독으로 작곡했다. 오프닝 트랙은 스테픈울프의 곡 〈Desperation〉을 커버한 버전이다. 〈Growing Closer〉는 험블 파이 초기 리허설에 참여했던 전 스몰 페이시스 키보디스트 이언 맥라건이 작곡한 곡으로, 그는 이후 케니 존스, 로니 레인과 함께 스몰 페이시스 시절의 동료들과 다시 뭉쳐 로드 스튜어트와 론 우드를 영입해 페이시스를 결성하게 된다.

## 곡 목록
| #  | 제목                        | 작사·작곡          | 재생 시간 |
| -- | --------------------------- | ------------------ | --------- |
| 1. | 〈Desperation〉             | 존 케이            | 6:28      |
| 2. | 〈Stick Shift〉             | 피터 프램프턴      | 2:22      |
| 3. | 〈Buttermilk Boy〉          | 스티브 메리어트    | 4:22      |
| 4. | 〈Growing Closer〉          | 이언 맥라건        | 3:13      |
| 5. | 〈As Safe as Yesterday Is〉 | 프램프턴, 메리어트 | 6:05      |

| #  | 제목                               | 작사·작곡 | 재생 시간 |
| -- | ---------------------------------- | --------- | --------- |
| 1. | 〈Bang!〉                          | 메리어트  | 3:24      |
| 2. | 〈Alabama '69〉                    | 메리어트  | 4:37      |
| 3. | 〈I'll Go Alone〉                  | 프램프턴  | 6:17      |
| 4. | 〈A Nifty Little Number Like You〉 | 메리어트  | 6:11      |
| 5. | 〈What You Will〉                  | 메리어트  | 4:20      |